# Thierry Neuville
Thierry Neuville (Sankt Vith, 16 de junho de 1988) é um automobilista belga que atualmente compete no mundial de rali pela equipe Hyundai Motorsport.

## Carreira
Estreou no mundial na temporada 2009, tendo como co-piloto Nicolas Klinger até o final da temporada 2010. Klinger foi substituído por Nicolas Gilsoul para as temporadas subsequentes, conduzindo o modelo Hyundai i20 WRC.
Em 2010, Neuville disputou o Campeonato Mundial de Rali Júnior, tendo conquistado uma vitória e um pódio durante a temporada, além de resultados importantes no Intercontinental Rally Challenge na classe S2000.
Após obter resultados satisfatórios em 2011, foi convidado no ano seguinte para participar da temporada completa do Campeonato Mundial pela equipe junior da Citroën. Depois de terminar em sétimo lugar no campeonato de 2012, foi contratado pela equipe "Qatar M-Sport World Rally Team" para a disputa da temporada 2013.
Dirigindo um Ford Fiesta RS WRC, Neuville e Gilsoul conquistaram o segundo lugar em quatro etapas consecutivas e três terceiros lugares no decorrer da temporada. Isso os ajudou a conquistarem o segundo lugar no campeonato de pilotos, superados pela dupla Sébastien Ogier e Julien Ingrassia.
Em novembro de 2013, Neuville e Gilsoul foram contratados como dupla principal da equipe Hyundai Motorsport para disputarem as temporadas subsequentes.
Depois de três temporadas consecutivas terminando em terceiro lugar, Neuville conquistou seu primeiro título do Campeonato Mundial de Rali (WRC, sigla em inglês) em 2024. O piloto belga, ao lado de seu copiloto Martijn Wydaeghe, também garantiu o primeiro título do Campeonato de Pilotos da Hyundai após mais de uma década no WRC. Neuville começou a temporada com força, vencendo o Rali de Monte Carlo e permaneceu consistente durante toda a campanha. Apesar dos desafios, incluindo problemas mecânicos no final da temporada no Japão, ele garantiu pontos suficientes para confirmar sua vitória no campeonato antes das etapas finais. Ele também se tornou o primeiro belga a conquistar o título de piloto do WRC.